# Стелла Росс-Крейг
Стелла Росс-Крейг (англ. Stella Ross-Craig; 19 березня 1906 — 6 лютого 2006) — британська ботанікиня та ботанічна ілюстраторка.

## Біографія
Стелла Росс-Крейг народилася 19 березня 1906 у Олдершоті, її батько був хіміком. Змалечку цікавилася ботанікою, відвідувала заняття з малювання у Chelsea Polytechnic. У 1929 році почала працювати ботанічною ілюстраторкою і таксономісткою в Королівських ботанічних садах в К'ю та була однією зі співавторів у Curtis's Botanical Magazine та Hooker's Icones Plantarum. Її роботи привернули увагу Сера Едварда Солсбері, директора Кью, який і привів її у видавництво.
Була одружена з ботаніком, своїм колегою Джозефом Робертом Сілі.
Перша книга Стелли Росс-Крейг з серії Малюнки британських рослин була опублікована у 1948 році. Серія була випущена у вигляді набору недорогих книг у м'якій обкладинці вартістю 6 шилінгів, що відрізняло її від подібних книг для професіоналів та заможних аматорів. У кінцевому рахунку серія зросла до 31 частини у 1973 році і містить понад 1300 літографій. У книзі розміщені описи усіх британських квіткових рослин, за винятком трав та осокових. Росс-Крейг також часто створювала чорно-білі ілюстрації за висушеними зразками рослин, які зберігаються у Королівських ботанічних садах в К'ю.
У 1999 році Росс-Крейг стала шостою особою, нагородженою медаллю К'ю. У 2003 році 55 її оригінальних ілюстрацій експонувались на виставці у Королівському ботанічному саду Единбурга. Наступного року її роботи були виставлені у Галереї К'ю. Стелла Росс-Крейг була членкинею Лондонського Ліннеївського товариства з 1948 до 1974 року. 
У 2002 році Стелла Росс-Крейг була нагороджена золотою пам'ятною медаллю Віча Королівського садівничого товариства.